# Bohuslav Rylich
Bohuslav Rylich (nacido el 5 de mayo de 1934 en Nymburk, Checoslovaquia) es un exjugador checo de baloncesto. Consiguió 1 medalla de bronce en el Eurobasket de Turquía 1959 con Checoslovaquia. Es el hermano de Zdeněk Rylich.